# James Eichberger
Pour les articles homonymes, voir Eichberger.
James Paul Eichberger Aguirre (né le 4 août 1990 à Greenbrae, mais dont la mère est de Los Mochis, dans le Sinaloa) est un athlète mexicain, spécialiste du demi-fond.
Il détient le record national du 800 m en 1 min 45 s 88, obtenu à Ninove le 27 juillet 2013.